# Aston Martin V8 Vantage
Aston Martin V8 Vantage je sportski automobil kojeg od 2005. proizvodi engleski proizvođač automobila Aston Martin. Pozicioniran je kao najmanji model Aston Martina, ispod modela DB9. Odmah je proglašen jednim od najljepših automobila na svijetu te je dobio mnogobrojne novinarske nagrade i pohvale. 

## Povijest
Povijest ovog automobila je počela kada je Aston Martin 2003. na ženevskom autosalonu predstavio koncept V8 Vantage i najavio serijsku proizvodnju koja je krenula dvije godine poslije. 2007. je predstavljena i otvorena izvedba Vantagea, nazvana V8 Vantage Roadster.
U početku je V8 Vantage pogonio 4.3 litreni V8 motor koji svoje korijene vuče iz Jaguara. Imao je snagu od 380 KS koji su mu omogućavali ubrzanje od 0 do 100 km/h za 4.8 sekundi i maksimalnu brzinu od 285 km/h. Zanimljivo je da se motor automobila proizvodi u Njemačkoj. 
Aston Martin je u početku imao plan da proizvodi tri tisuće primjeraka V8 Vantagea godišnje.
U svibnju 2008. V8 Vantage je dobio jači motor kojem je zapremnina povećana na 4.7 litara i snaga na 420 KS čime su neznatno poboljšane performanse. Također, unaprijeđen je i mjenjač, a kao doplata se može dobiti i sportski paket Sport Pack, gdje se izdvajaju 20-inčni aluminijski naplaci s pet krakova.
Da bi se proslavio uspjeh Aston Martina u utrkama na stazi Nürburgring, 2007. je predstavljen V8 Vantage N400, posebna edicija od samo 480 primjeraka. 4.3 litreni motor je osnažen na 400 KS, a dostupan je bio samo u crnoj, srebrnoj i narančastoj boji. 
Za ljeto 2009. najavljen je V12 Vantage RS, a to će biti u osnovi isti automobil u koji će umjesto V8 motora, biti ugrađen V12. Trebao bi imati 600 KS, a masa automobila bi bila smanjena na 1600 kg što će omogućavati maksimalnu brzinu od oko 320 km/h. 
Posebno za utrke proizvedeno je nekoliko trkaćih automobila na osnovi V8 Vantagea, a to su N24 (za utrke izdržljivosti), Rally GT (za rally utrke) i GT2 (FIA GT prvenstvo, 24 sata Le Mansa...). 

## Vanjska poveznica
- Aston Martin
- Aston Martin Zagreb  Arhivirana inačica izvorne stranice od 3. rujna 2011. (Wayback Machine)